# Хронологија СФРЈ и СКЈ 1990.
| претходна целина: ◄ 1970—1979. |                              |
| Хронологија СФР Југославије и Савеза комуниста Југославије током 1980-их и почетком 1990-их 1980. 1981. 1982. 1983. 1984. 1985. 1986. 1987. 1988. 1989. 1990. 1991. 1992. | следећа целина: 1992—1995. ► |

Хронолошки преглед важнијих догађаја везаних за друштвено-политичка дешавања у Социјалистичкој Федеративној Републици Југославији (СФРЈ), деловање Савеза комуниста Југославије (СКЈ), Раднички покрет Југославије, као и општа политичка, друштвена и културна дешавања која су се догодила у току 1990. године.
| Јануар Фебруар Март Април Мај Јун Јул Август Септембар Октобар Новембар Децембар |

## 1990. година
Година 1990. била је преломна година „југословенске кризе“ (у медијима називана и југо-криза), у којој су отворени „економско-политички“ сукоби прерасли у оружане, због чега се ова година сматра почетном годином распада Социјалистичке Федеративне Републике Југославије.
Сам почетак године обележила су два битна догађаја — почетак економских реформи председника Савезног извршног већа Анте Марковића, које су имале за циљ стабилизовање лоше економске ситуације у земљи и унапређење постојећег друштвено-економског система и распад Савеза комуниста Југославије, на  ванредном конгресу, који је требало да разреши постојеће проблеме унутар партије, настале услед размимоилажења републичких партијских организација у погледу будућности политичког система и односа у федерацији. Размимоилажења су се првенствено огледала у сукобу руководства СК Србије и СК Словеније, до кога је дошло услед различитих погледа на актуелне догађаје у Европи и свету, а посебно на пад Берлинског зида. Распад СКЈ имао је за последицу осамостаљивање политичких руководстава у свим републикама и увођење вишепартијског система. Почетак године обележиле су и масовне демонстрације Албанаца широм Косова и Метохије, које су прерасле у немире ширих размера и трајале од краја јануара до половине фебруара. Ради смиривања ситуације биле су ангажоване јединице Југословенске народне армије и уведено је ванредно стање у покрајини, које је укинуто тек половином априла.
Током фебруара и марта, започео је процес формирања првих опозиционих партија у Југославији, које су углавном формиране на националној основи, због чега су биле озбиљна претња међунационалних односа у Хрватској и Босни и Херцеговини, као и претња опстанку саме федерације. Први политички сукоби на „националној основи“ започели су у Хрватској између хрватске националистичке странке ХДЗ и Срба у Хрватској, који су формирали своју националну странку. Такође, у истом периоду, у Словенији и Хрватској је дошло до трансформације републичких организација Савеза комуниста у реформске социјалдемократске партије. Почетком априла одржани су први вишестраначки избори у Словенији, а крајем месеца и у Хрватској. У Словенији је на парламентарним изборима победу однела коалиција опозиционих демократско-националних странака ДЕМОС, док је на председничким изборима победу је однео бивши комуниста Милан Кучан. У Хрватској је на изборима победу однела националистичка ХДЗ, а њен председник Фрањо Туђман потом је изабран за председника Републике. Победом опозиције у Словенији и Хрватској по први пут је у јавности почело отворено да се говори о конфедерацији и осамостаљивању ових република од СФРЈ.
Сукоби Хрвата и Срба у Хрватској симболички су почели на фудбалској утакмици између београдске „Црвене звезде“ и загребачког „Динама“ почетком маја, на којој је дошло до масовне туче навијача. Сукоби су се повећавали формирањем нове хрватске владе која је убрзо изменила државне симболе и најавила доношење новог Устава у којим би Срби изгубили статус конститутивног народа. Одговор Срба, на ове претње, био је формирање Српског националног већа, организовање референдума о аутономији и блокирање друмског и железничког саобраћаја у околини Книна — тзв „Балван револуција“. Веће сукобе између наоружаних Срба и хрватске полиције спречавала је ЈНА. Сукоби су настављени током године, а у октобру је проглашена Српска аутономна област Крајина, коју Загреб није прихватио нити признао.
Почетком септембра поново су избили немири на Косову, као одговор на укидање покрајинске Скупштине Косова од стране републичке Скупштине Србије у јулу месецу, када су албански делегати испред зграде скупштине прогласили самозвану Републику Косово унутар СФРЈ. Ту „републику“ касније је признала само Албанија, што је додатно затегло одвећ напете односе Тиране и Београда. Крајем септембра, донет је нови Устав Републике Србије, којим су дефинитивно одузети елементи државности покрајинама. У току новембра одржани су први вишестраначки избори у Македонији и Босни и Херцеговини. На изборима у Македонији победу је однела опозиција, али пошто ниједна странка није имала већину, почетком 1991. је формирана „техничка влада“. На изборима у БиХ победу су однеле националне опозиционе партије, које су у току децембра формирале коалицију ради преузимања власти.
Почетком децембра одржани су први вишестраначки избори у Србији и Црној Гори, на којима су тадашње владајуће комунистичке партије успеле да очувају апсолутну власт, а председници Слободан Милошевић и Момир Булатовић су били реизабрани на функције. Овим изборима завршен је вишестраначки изборни процес у свим југословенским републикама, а опозиција је успела да преузме власт у четири од шест република. Крајем децембра, у Хрватској је донет нови Устав, који је Хрватску дефинисао као државу хрватског народа и истакао њено право на отцепљење, а у Словенији је одржан референдум о независности те републике, на коме се преко 90% гласача изјаснило за одвајање од остатка Југославије.
Поред озбиљне политичке кризе која је полако водила ка распаду земље и крвавом рату, 1990. су обележили и већи успеси југословенских спортиста — прво место на светском првенству у кошарци, четврто место на светском првенству у рукомету, пето место на светском првенству у фудбалу, седмо место на европском првенству у атлетици и освајање тениског турнира „Ролан Гароса“ од стране Монике Селеш.
| Јануар Фебруар Март Април Мај Јун Јул Август Септембар Октобар Новембар Децембар |

## Јануар

#### 1. јануар
- Ступио на снагу почетак програма економских реформи Анте Марковића, председника Савезног извршног већа — чиме је деноминиран југословенски динар па је 10.000 динара постало 1 нови динар. У складу ових реформи грађанима је омогућено да могу слободно куповати страну валуту у банкама, по курсу 7 динара за немачку марку; омогућене су стране инвестиције; цене и плате замрзнуте на шест месеци и предвиђено затварање нерентабилних фирми.

#### 20. јануар
- У Београду, од 20. до 22. јануара у „Сава центру“, одржан  ванредни конгрес Савеза комуниста Југославије, којем је присуствовало 1.457 делегата. Конгрес је увече 22. јануара прекинут одласком делегација СК Словеније и СК Хрватске чиме је дошло до распада Савеза комуниста. Главне теме Конгреса биле су новонастала политичка ситуација у земљи, будући облик уређења партије и државе, као и увођење плурализма (вишепартијски систем).

#### 24. јануар
- У САП Косово, од 24. до 2. фебруара, трајали протести припадника албанске националности који су прерасли у оружане демонстрације и сукобе са припадницима милиције у којима је било и мртвих.

## Фебруар

#### 4. фебруар
- У Љубљани одржана Конференција Савеза комуниста Словеније на којој су и формално прекинуте све везе са Савезом комуниста Југославије, а партија променила назив у Савез комуниста Словеније-Странка демократских реформи.

#### 15. фебруар
- Сабор Социјалистичке Републике Хрватске изгласао промену амандмана од LIV до LXIII у Уставу СР Хрватске којим је озакоњен вишепартијски систем у Хрватској.

#### 21. фебруар
- Скупштина Социјалистичке Републике Босне и Херцеговине усвојила Закон о удруживању грађана, којим је озакоњен вишепартијски систем у Босни и Херцеговини.

| Јануар Фебруар Март Април Мај Јун Јул Август Септембар Октобар Новембар Децембар |

## Март

#### 8. март
- Скупштина Социјалистичке Републике Словеније изгласала амандмане на Устав СР Словеније, којима је из назива ове републике избрисана реч „социјалистичка“ (Словенија је била прва од република СФРЈ која је из свог назива избацила реч „социјалистичка“).

#### 20. март
- У Загребу Председништво Централног комитета Савеза комуниста Хрватске (СКХ) донело одлуку о измени имена партије у Савез комуниста Хрватске-Странка демократских промена (СКХ-СДП) под којим је наступила на првим вишепартијским изборима у Хрватској.

#### 22. март
- У више места на САП Косову — Подујеву, Вучитрну, Урошевцу, Липљану и др, више стотина ђака основних и средњих школа, албанске националности, пријавило симптоме тровања, а у наредних неколико дана број „наводно отрованих“ се попео на око 3.000. Албанци су за тровање оптуживали припаднике милиције и ЈНА, као и руководство СР Србије. Савезно извршно веће формирало је посебну комисију са задатком да испита случај наводног тровања, а стручњаци са Војномедицинске академије (ВМА) нису пронашли никакве доказе за наводно тровање или епидемију.

## Април

#### 8. април
- На територији Републике Словеније одржани први вишестраначки парламентарни избори. На изборима је од 1.491.471 бирача гласало 83,5%, а највећи број гласова освојила је опозициона коалиција странака — „ДЕМОС“, која је освојила 54,8% гласова. Нова Влада Словеније на чијем челу се налазио Алојз Петерле формирана је 16. маја.

#### 22. април
- На територији Републике Словеније одржан други круг председничких избора на којима је победио Милан Кучан, кандидат Савеза комуниста Словеније-Странке демократских реформи, освојивши 57% гласова, док је његов против кандидат Јоже Пучник, кандидат опозиционе коалиције „ДЕМОС“, освојио 43% гласова.
- На територији Социјалистичке Републике Хрватске, одржани први вишестраначки парламентарни избори, на којима је највећи број гласова освојила опозициона Хрватска демократска заједница, која је освојила 57,58% гласова. Нови Сабор састао се 30. маја, када је изабрана и нова Влада Хрватске, на чијем се челу налазио Стјепан Месић.

| Јануар Фебруар Март Април Мај Јун Јул Август Септембар Октобар Новембар Децембар |

## Мај

#### 5. мај
- У Загребу одржано финално вече такмичења „Песма Евровизије“, на коме је победио Тото Кутуњо, представник Италије, док је представница Југославије — Тајчи са песмом Хајде да лудујемо — освојила седмо место.

#### 13. мај
- У Загребу, на стадиону „Максимир“ прекинута фудбалска утакмица, између београдске „Црвене звезде“ и загребачког „Динама“, због великог сукоба навијача, као и сукоба навијача „Динама“ са припадницима милиције.
- Благоје Аџић, начелник Генералштаба ЈНА издао наредбу о преузимању наоружања и муниције од Територијалне одбране (ТО) и њиховом складиштењу у складишта Југословенске народне армије (ЈНА).

#### 15. мај
- У складу са Уставом СФРЈ, функцију председника Председништва СФРЈ преузео др Борисав Јовић, дотадашњи потпредседник Председништва СФРЈ и делегат СР Србије у Председништву. Функцију потпредседника Председништва СФРЈ преузео је др Стипе Шувар, дотадашњи члан Председништва из СР Хрватске (на овој функцији га је 19. октобра заменио Стјепан Месић).[1]

#### 16. мај
- У Љубљани, после првих вишестраначких избора, формирано ново Извршно веће Скупштине Републике Словеније чији је председник био Алојз Петерле, вођа опозиционе коалиције „ДЕМОС“.

#### 17. мај
- У Сарајеву Централни комитет Савеза комуниста Босне и Херцеговине (СК БиХ) променио назив партије у Савез комуниста Босне и Херцеговине-Странка демократских промјена (СК БиХ-СДП), под којим је партија наступила и на првим вишепартијским изборима у Босни и Херцеговини, а фебруара 1991. када га је променила у Социјалдемократска партија Босне и Херцеговине.

#### 26. мај
- У Сарајеву основана Странка демократске акције (СДА), чији је председник био Алија Изетбеговић,

#### 30. мај
- У Загребу одржана прва конститутивна седница новоизабраног Сабора Социјалистичке Републике Хрватске, на којој је формирано је ново Извршно веће, чији је председник био Стјепан Месић и изабрани чланови Председништва СР Хрватске, за чијег је председника изабран Фрањо Туђман.

## Јун

#### 17. јун
- У Скопљу формирана Унутрашња македонска револуционарна организација - Демократска партија за македонско национално јединство (ВМРО-ДПМНЕ), националистичка политичка партија која је преузела име од Унутрашње македонске револуционарне организације (ВМРО), националног покрета за ослобођење Македоније из прве половине 20. века.

#### 26. јун
- У римском амфитеатру у Пули, од 26. јуна до 7. јула, одржан XXXVII Фестивал југословенског филма током кога су приказана 24 домаћа филма. Одлуком жирија за најбољи филм проглашен је филм Глуви барут, редитеља Бахрудина Ченгића. Био је ово последњи Фестивал југословенског филма (следеће године због почетка рата није одржан, a 1992. је одржан под називом Фестивал хрватског филма).[2]

#### 27. јун
- У Книну делегати Скупштине општине Книн донели одлуку о оснивању регионалне Заједнице општина Сјеверне Далмације и Лике са средиштем у Книну, која је обухватала територију општина Книн, Обровац, Бенковац, Доњи Лапац, Грачац и Титова Кореница. Заједница општина је у децембру претворена у Српску аутономну област Крајину.

| Јануар Фебруар Март Април Мај Јун Јул Август Септембар Октобар Новембар Децембар |

## Јул

#### 2. јул
- Скупштина Републике Словеније усвојила Декларацију о пуној суверености државе Републике Словеније, на основу које су републички закони и прописи добили предност над савезним.

#### 5. јул
- Скупштина СР Србије донела Закон о престанку рада Скупштине САП Косово и Извршног већа Скупштине САП Косово којим су укинуте надлежности и распуштена Скупштина и Извршно веће Социјалистичке Аутономне Покрајине Косово.

#### 16. јул
- У Београду отпочео XII конгрес Савеза комуниста Србије (СКС), који је идућег дана — 17. јула прерастао у Први оснивачки конгрес Социјалистичке партије Србије (СПС), на коме је дошло до уједињења СК Србије са Социјалистичким савезом радног народа Србије (ССРНС) у јединствену политичку партију, за чијег председника је изабран Слободан Милошевић.

#### 20. јул
- У Београду Скупштина Социјалистичке Републике Србије усвојила измене Изборног закона ради одржавања вишестраначких избора чиме је и званично уведен вишепартијски систем у Србији.

#### 25. јул
- Сабор Социјалистичке Републике Хрватске, изгласао измену амандмана у Уставу СР Хрватске чиме је из назива републике избрисана реч „социјалистичка“ и измењени грб и застава СР Хрватске.
- У Србу, код Грачаца одржан Сабор Срба у Хрватској на коме је усвојена Декларација о суверености и аутономији српског народа и формирано Српско национално вијеће.

#### 29. јул
- На Козари одржан митинг на ком је Анте Марковић, председник Савезног извршног већа, пред око неколико десетина хиљада људи, објавио оснивање сопствене странке — Савеза реформских снага Југославије (СРСЈ).

#### 31. јул
- У Сарајеву Скупштина Социјалистичке Републике Босне и Херцеговине усвојила измену амандмана на Устав СР Босне и Херцеговине чиме је омогућено одржавање првих вишепартијских избора.

## Август

#### 8. август
- У Буенос Ајресу, од 8. до 20. августа, одржано  светско првенство у кошарци на коме је Кошаркашка репрезентација Југославије освојила златну медаљу. Друго и треће место заузеле су репрезентације Совјетског Савеза и Сједињених Америчких Држава.

#### 17. август
- У Книну, као одговор на упаде специјалаца хрватског МУП-а у милицијске станице у Бенковцу и још неколико места, српско становништво, отпочело демонстрације. У страху од упада специјалаца у Книн, локално становништво започело је блокирање саобраћајница које су водиле ка Книну. Постављање барикада проширило се на још неколико места северне Далмације, а овај догађај популарно је назван „Балван револуција“.

#### 19. август
- На територији Републике Хрватске, од 19. августа до 2. септембра, у општинама са већинским српским становништвом одржан референдум о аутономији Срба у Хрватској на коме је гласало 756.781 бирача, од чега се њих 99,7% изјаснио за аутономију у оквиру Хрватске.

#### 25. август
- У току ноћи 25/26. августа у јами „Добрња-југ“ рудника „Крека“, код Тузле, догодила се рударска несрећа у којој је страдала читава „трећа смена“ — укупно 180 рудара, а једини преживели био је рудар Смајло Имамовић, који је задобио теже повреде (ово је била највећа рударска трагедија у СФРЈ).

#### 26. август
- У Сплиту, на стадиону „Пољуд“, од 26. августа до 2. септембра, одржано XV европско првенство у атлетици на отвореном. Представници Југославије освојили су две златне, једну сребрну и једну бронзану медаљу.

| Јануар Фебруар Март Април Мај Јун Јул Август Септембар Октобар Новембар Децембар |

## Септембар

#### 20. септембар
- Собрање Социјалистичке Републике Македоније усвојило 25 амандмана на Устав СР Македоније, којима је уведен вишепартијски систем у овој републици.

#### 28. септембар
- У Београду одржана седница Скупштине Социјалистичке Републике Србије на којој је усвојен нови Устав Републике Србије, којим је из назива републике и покрајина избрисана реч „социјалистичка“, а покрајинама у саставу Србије су дефинитивно одузети сви елементи државности. Овај Устав остао је на снази до 2006. године.

## Октобар

#### 1. октобар
- У Србу, Српско национално веће, у складу са резултатима референдума, донело одлуку о проглашењу српске аутономије на етничким и историјским територијама на којима живи српски народ, а које се налазе унутар садашње границе Републике Хрватске као федералне јединице СФРЈ (на основу ове одлуке у децембру је формирана САО Крајина).

#### 3. октобар
- Председништво Републике Хрватске и Републике Словеније доставиле Председништву СФРЈ предлог пројекта конфедералног модела југословенске заједнице, али је Председништво СФРЈ на седници 16. октобра одбило овај предлог.

#### 20. октобар
- У Титограду отпочео Једанаести конгрес Савеза комуниста Црне Горе на коме је одлучено да се о реформи партије одлучује након вишестраначких избора заказаних за 9. децембар.

| Јануар Фебруар Март Април Мај Јун Јул Август Септембар Октобар Новембар Децембар |

## Новембар

#### 11. новембар
- На територији Социјалистичке Републике Македоније одржан први круг првих вишестраначких парламентарних избора на којима је гласало 84,8%. Највећи број гласова остварила је опозициона ВМРО-ДПМНЕ, која је освојила 38 посланичких места. Услед недовољног броја мандата, нико није могао самостално да формира Владу — ни власт ни опозиција, па је 20. марта 1991. формирана „експертска техничка” влада, на чијем се челу налазио Никола Кљусев.

#### 15. новембар
- У Београду, у сали „Сава центра“, одржан оснивачки скуп Савеза комуниста - Покрета за Југославију, који је настао од Организације Савеза комуниста у Југословенској народној армији.

#### 18. новембар
- На територији Социјалистичке Републике Босне и Херцеговине одржани први круг првих вишестраначких избора. На парламентарним изборима, победу су однеле три водеће националне партије — Странка демократске акције освојила је 86 мандата, Српска демократска странка 72 мандата и Хрватска демократска заједница 44 мандата. На изборима за Председништво СР БиХ изабрани су — Фикрет Абдић и Алија Изетбеговић (Муслимани), Никола Кољевић и Биљана Плавшић (Срби), Стјепан Кљујић и Фрањо Борас (Хрвати) и Ејуп Ганић, као остали. Договором лидера три националне странке, за председника Председништва изабран је Алија Изетбеговић.

## Децембар

#### 9. децембар
- На територији Републике Србије одржан први круг првих вишепартијских парламентарних избора (други круг избора одржан је 23. децембра), на којима је највећи број гласова освојила Социјалистичка партија Србије (реформисани Савез комуниста Србије). Нова Влада Србије формирана је 15. јануара 1991, а на њеном челу се налазио Драгутин Зеленовић.
- На територији Републике Србије, одржани председнички избори на којима је у првом кругу победио Слободан Милошевић, кандидат Социјалистичке партије Србије и дотадашњи председник Председништва СР Србије, освојивши 3.285.799 гласова односно 65,34%. Од осталих 31 кандидата истакао се Вук Драшковић, кандидат Српског покрета обнове, са освојених 824.674 гласова односно 16,40%.
- На територији Социјалистичке Републике Црне Горе одржани први вишепартијски парламентарни избори (упоредо је одржан и први круг председничких избора), на којима је највећи број гласова освојио је Савез комуниста Црне Горе. Нова Влада Црне Горе формирана је 15. фебруара 1991. године, а на њеном челу се налазио Мило Ђукановић.

#### 20. децембар
- У Сарајеву одржана прва седница вишестраначке Скупштине СР Босне и Херцеговине, на којој је према договору три водеће националне странке, изабрано ново руководство ове републике — председник Председништва постао је Алија Изетбеговић (СДА), председник Извршног већа Јуре Пеливан (ХДЗ) и председник Скупштине Момчило Крајишник (СДС).

#### 21. децембар
- У Книну Српско национално веће и Председништво Заједнице општина северне Далмације и Лике усвојило Статут српске аутономне области, којим је проглашена Српска аутономна област Крајина (САО Крајина).

#### 22. децембар
- У Загребу одржана свечана седница сва три већа Сабора Републике Хрватске на којој је проглашено доношење новог Устава Републике Хрватске (усвојен на седници дан раније).

#### 23. децембар
- На територији Републике Словеније одржан референдум о осамостаљивању Словеније од СФР Југославије на коме је за осамостаљивање Словеније гласало 88,2% бирача.
- На територији Социјалистичке Републике Црне Горе одржан други круг председничких избора, на којима је победио Момир Булатовић, кандидат Савеза комуниста Црне Горе, освојивши 57% гласова.
- У Љубљани Скупштина Републике Словеније усвојила нови Устав Републике Словеније.

| Јануар Фебруар Март Април Мај Јун Јул Август Септембар Октобар Новембар Децембар |